# Улица Суур-Амеэрика
У́лица Су́ур-Аме́эрика (эст. Suur-Ameerika tänav — Большая Американская улица) — улица в Таллине, столице Эстонии.

## География
Пролегает в микрорайонах Уус-Мааильм, Тынисмяэ и Кассисаба городского района Кесклинн. Начинается от Пярнуского шоссе, пересекается с улицами Тоом-Кунинга, Койду и Эндла и заканчивается на перекрёстке с улицей Луйзе. 
Протяжённость — 877 м.

## История
Улица получила название Большая Американская в 1877 году по располагавшемуся рядом с ней в XVIII—XIX веках постоялому двору-корчме с названием «America» (немецкое написание названия улицы — нем. Große Amerikastraße). В письменных источниках также встречалось название Американская улица — эст. Ameerika tänav. C 27 июня 1950 года по 17 октября 1991 года она называлась улица Комсомоли (эст. Komsomoli tänav — Комсомольская). Прежнее название улице было возвращено 18 октября 1991 года.
Летом 2015 года улица Суур-Амеэрика стала первой улицей Таллина, на которой был установлен светофор с возможностью управления им при помощи пульта дистанционного управления (останавливать движение). Такие пульты использовались только в машинах «скорой помощи». Светофор расположен на перекрёстке улиц Суур-Амеэрика и Тоом-Кунинга.

## Застройка
Улица имеет в основном историческую застройку:

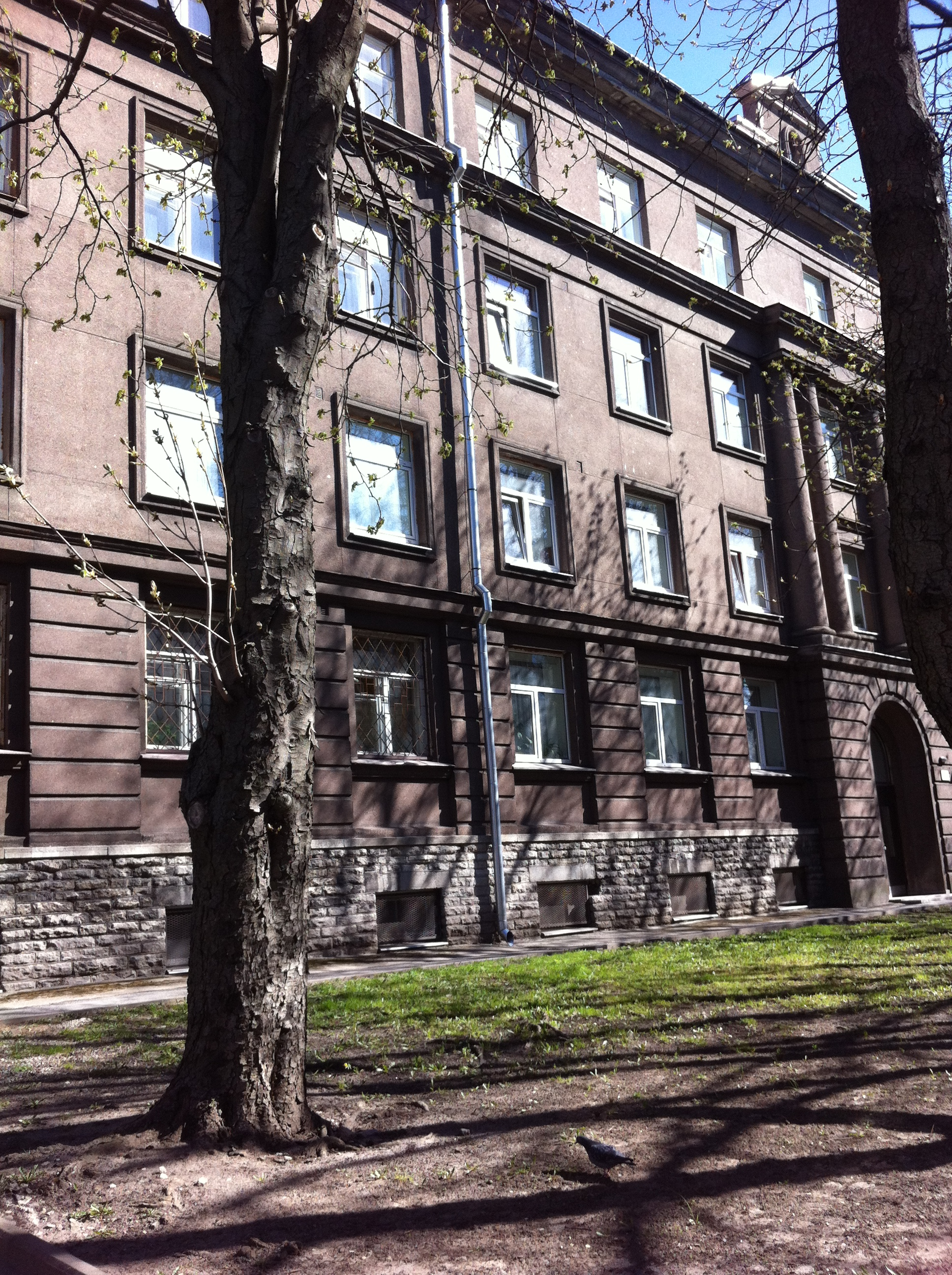
Дом 22

- дом 1 — 14-этажное офисное здание, т. н. «супер-министерство» (в здании располагаются Министерство финансов, Министерство социальных дел, Министерство юстиции, Министерство экономики и коммуникаций); строительство завершено в 2017 году. Ранее здесь находилось возведённое в 1978 году по проекту эстонского архитектора Юло Ильвеса (Ülo Ilves) офисное здание, в котором в советское время располагался Госплан Эстонской ССР, а после выхода Эстонии из состава СССР — Министерство финансов Эстонской Республики (снесено в 2016 году). Здание является домом с нулевым потреблением энергии[7][8];
- дом 12 — 7-этажное офисное здание с гостевыми квартирами, построено в 2007 году;
- дом 18 — жилой дом, спроектированный эстонским архитектором Гербертом Йохансоном[эст.] в 1928 году в качестве виллы для Адо Андеркоппа[9]. C 2015 года здание занимает опорный центр Таллинской «скорой помощи», где располагаются четыре бригады медиков. Ранее здание занимали другие медицинские учреждения;
- дом 18A — 3-этажный жилой дом с элементами функционализма, спроектированный таллинский архитектором Эрихом Якоби и построенный в 1929 году. С 2010-х годов в здании работают аптека и семейная врачебная консультация;
- дом 22 — 4-этажный квартирный дом в стиле сталинской архитектуры, построен в 1956 году;
- дом 27, 29/2, 31 — 2-этажные деревянные квартирные дома 1940 года постройки;
- 29/1 — 3-этажный деревянный квартирный дом 1940 года постройки;
- дом 35 — 4-этажный квартирный дом в стиле сталинской архитектуры, построен в 1958 году; составляет представительный ансамбль с расположенным напротив домом 22;
- дом 37 — 4-этажный квартирный дом, бывшее общежитие, построен в 1961 году.

Рядом с улицей расположен парк Туви (с эст. — Голубиный).

## Общественный транспорт
По улице без остановок курсирует автобусный маршрут № 47.

Улица Суур-Амеэрика
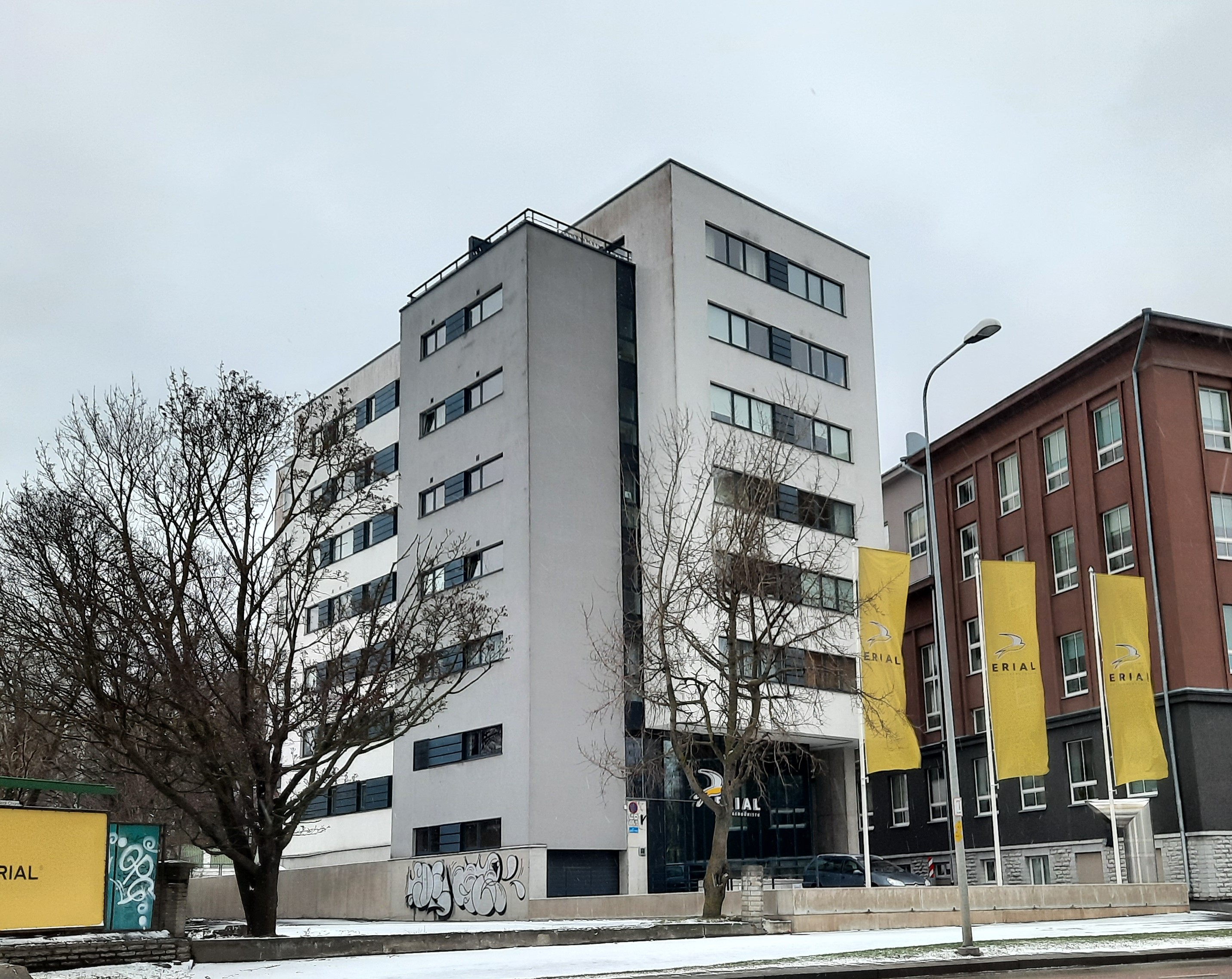
Дом 12
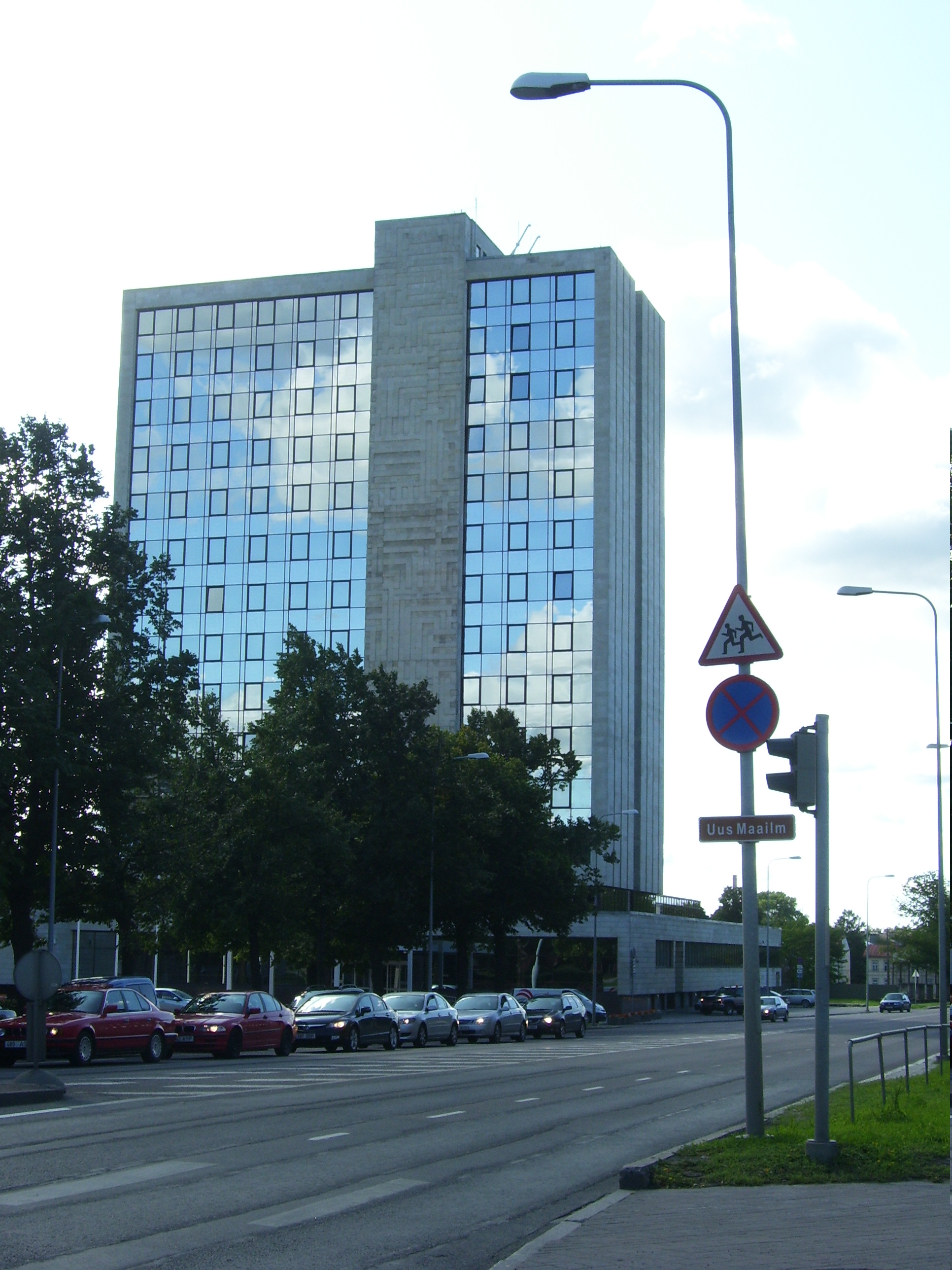
Здание Министерства финансов, 2008 год
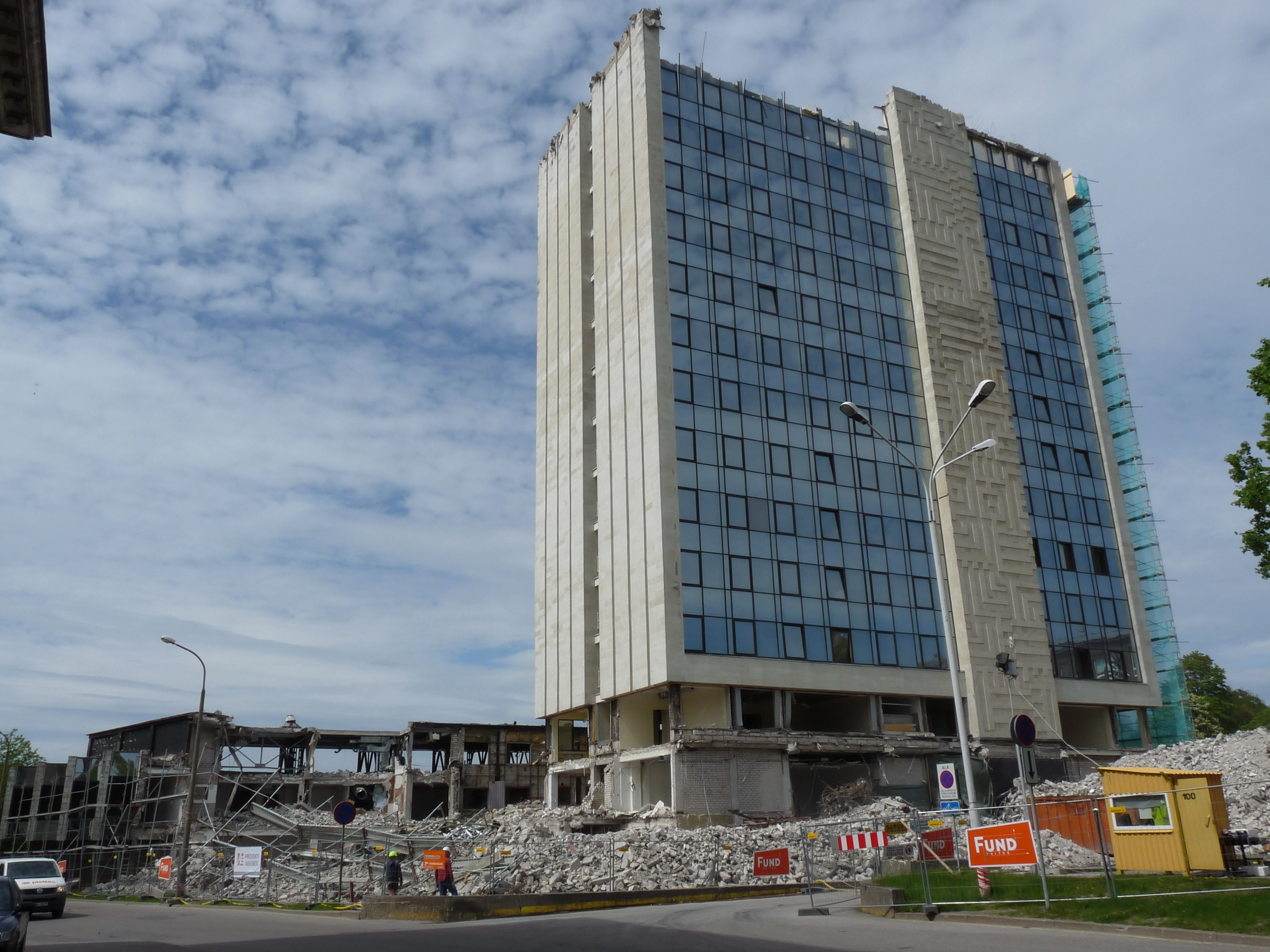
Снос здания Министерства финансов, 2015 год
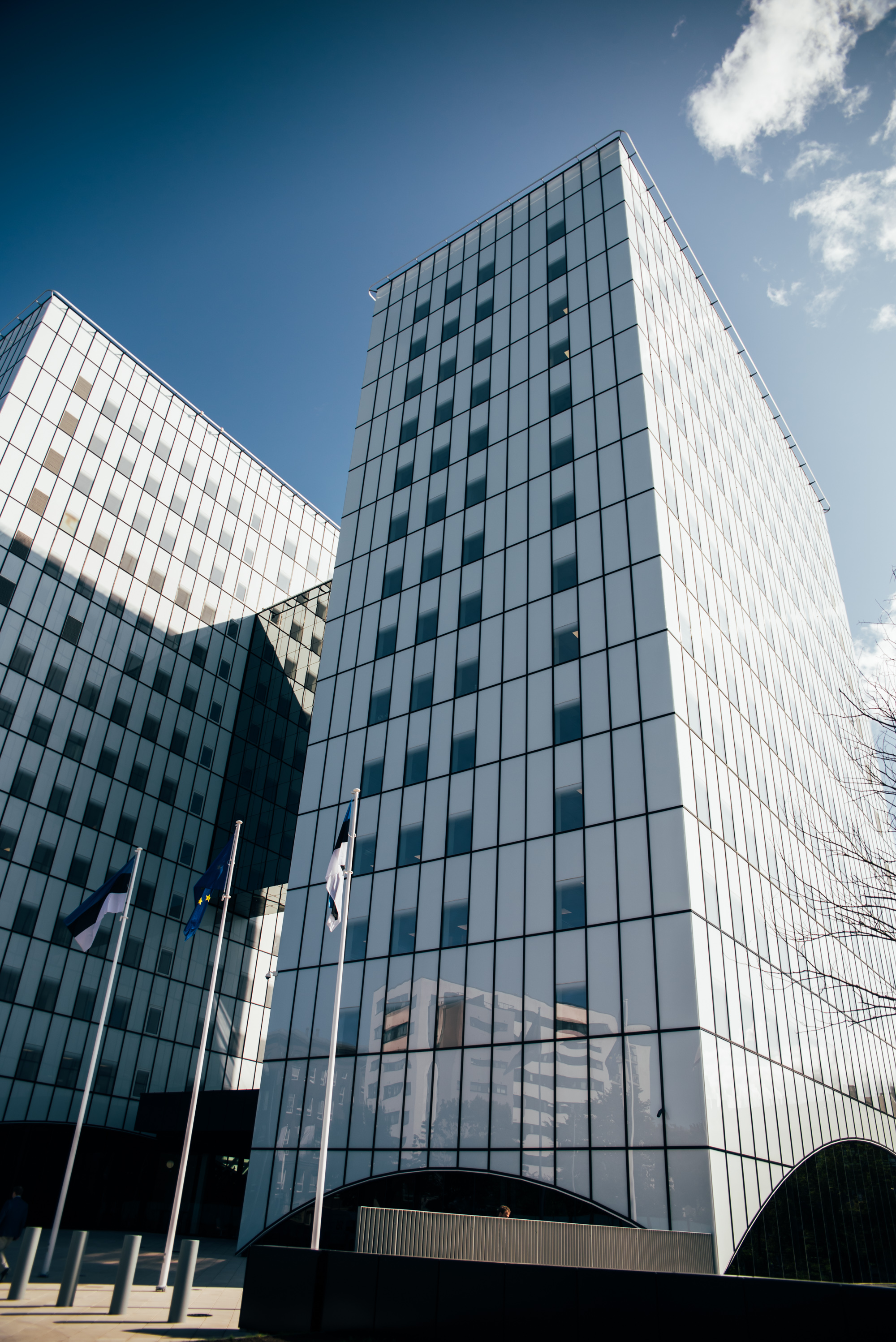
Супер-министерство, 2017 год
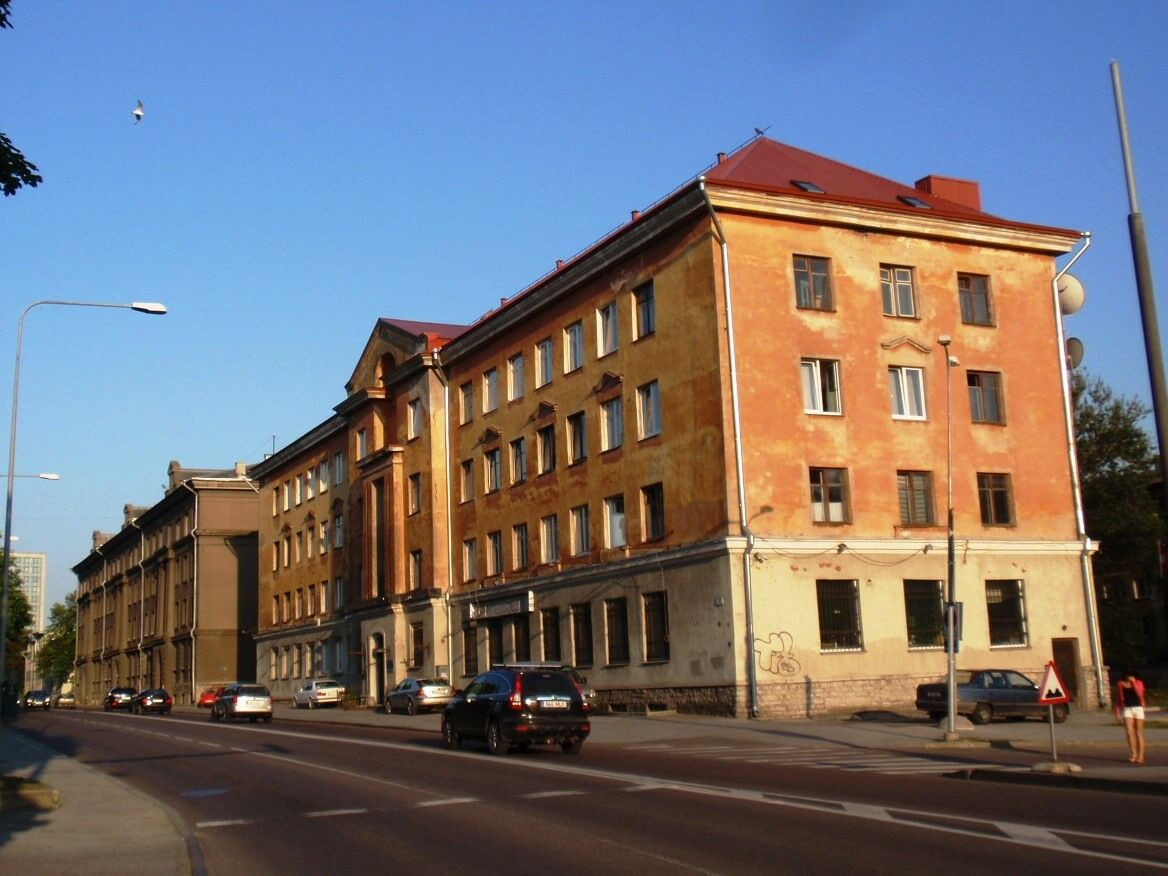
Дом 37 в 2010 году